# Peleng-i Derya
Peleng-i Derya – turecka kanonierka torpedowa z końca XIX wieku, jedyna ukończona z dwóch zamówionych w Niemczech jednostek typu Peleng-i Derya. Okręt został zwodowany w 1890 roku w stoczni Germaniawerft w Kilonii, a w skład marynarki Imperium Osmańskiego wszedł we wrześniu 1896 roku. Okręt wziął udział w wojnie grecko-tureckiej i I wojnie światowej, podczas której został zatopiony 23 maja 1915 roku przez brytyjski okręt podwodny HMS E11

## Projekt i budowa
W 1887 roku Imperium Osmańskie zamówiło w Niemczech dwie kanonierki torpedowe typu Peleng-i Derya. Pierwszy z okrętów – „Peleng-i Derya” – zbudowany został w stoczni Germaniawerft w Kilonii. Stępkę okrętu położono w 1889 roku, a zwodowany został w 1890 roku . Nazwa jednostki symbolizowała morskiego tygrysa.
Podczas prób napędu przeprowadzanych w Eckernförde 22 maja 1895 roku nastąpiła eksplozja kotła, która spowodowała śmierć siedmiu osób i zniszczyła mostek, maszt i przedni komin. 16 maja 1896 roku okręt pomyślnie przebył próby morskie, a w lipcu opuścił stocznię, udając się w rejs do Stambułu.

## Dane taktyczno-techniczne
Okręt był kanonierką torpedową z kadłubem wykonanym ze stali. Długość całkowita wynosiła 75,5 metra (72 metry między pionami), szerokość 8,5 metra i zanurzenie 2,9 metra . Wyporność normalna wynosiła 755 ton, a pełna 900 ton . Jednostka napędzana była przez dwie pionowe maszyny parowe potrójnego rozprężania Germania o łącznej mocy 4700 KM, do których parę dostarczały cztery kotły lokomotywowe (także produkcji Germanii) . Prędkość maksymalna napędzanego dwoma śrubami okrętu wynosiła 18 węzłów. Okręt zabierał zapas 175 ton węgla .
Na uzbrojenie artyleryjskie jednostki składały się początkowo dwa pojedyncze działa kalibru 105 mm SK C/91 L/35 Kruppa oraz sześć pojedynczych dział kalibru 47 mm SK C/91 L/40 Kruppa . Broń torpedową stanowiły trzy pojedyncze wyrzutnie kalibru 356 mm, w tym jedna stała na dziobie .
Załoga okrętu składała się z 9 oficerów, 11 podoficerów i 60 marynarzy .

## Służba
„Peleng-i Derya” został przyjęty w skład marynarki wojennej Imperium Osmańskiego we wrześniu 1896 roku . W marcu 1897 roku, tuż przed wybuchem wojny grecko-tureckiej, okręt znajdował się w składzie 2. eskadry floty osmańskiej. Nieprzygotowane do działań wojennych osmańskie okręty przebywały przez cały okres działań wojennych w Dardanelach, do których wpłynęły 20 marca („Peleng-i Derya” musiała holować kilka torpedowców, które uległy uszkodzeniu). 15 maja kanonierka uczestniczyła w ćwiczeniach morskich, jako jeden z nielicznych okrętów zdolnych do wyjścia w morze.
W 1906 roku na okręcie dokonano modyfikacji uzbrojenia: zdemontowano oba działa kalibru 105 mm i sześć dział kalibru 47 mm, instalując w zamian dwa pojedyncze działa kalibru 120 mm SK C/97 L/40, dwa pojedyncze działa kalibru 88 mm SK C/89 L/30 i trzy pojedyncze karabiny maszynowe kalibru 7,9 mm L/79 . 10 października 1912 roku, tuż po wybuchu I wojny bałkańskiej, okręt przebywał w stoczni w Stambule. W 1913 roku ze względu na stan techniczny okręt wycofano do rezerwy.
Po wybuchu I wojny światowej, we wrześniu 1914 roku „Peleng-i Derya” powróciła do służby. Załoga okrętu została powiększona do 12 oficerów, 15 podoficerów i 83 marynarzy, a jednostka była w stanie osiągnąć prędkość 14 węzłów. 14 grudnia kanonierka eskortowała w Dardanelach pancerniki „Barbaros Hayreddin” i „Turgut Reis”. Na początku 1915 roku po raz kolejny dokonano modernizacji uzbrojenia jednostki: zdjęto wszystkie działa kalibru 120 i 88 mm oraz karabiny maszynowe, montując w zamian trzy pojedyncze działa kalibru 75 mm SK C/99 L/40 z łącznym zapasem 300 naboi i cztery pojedyncze działa kalibru 47 mm Nordenfelt QF L/42 z łącznym zapasem 600 naboi .
23 maja 1915 roku o godzinie 6:00 nieopodal Bakırköy „Peleng-i Derya” została z odległości 300 metrów storpedowana na płytkich wodach przez brytyjski okręt podwodny HMS E11. Okręt zatonął natychmiast z przegłębieniem na dziób, wywracając się; na jego pokładzie zginęło dwóch członków załogi. Przed zatonięciem udało mu się uszkodzić strzałem z działa peryskop E11, którego naprawa trwała do godziny 10:30.
W 1915 roku wrak okrętu podniesiono i przeholowano do Stambułu, po czym w 1920 roku złomowano.